# Chovinismo de partículas
Chovinismo de partículas es el término utilizado por el astrofísico británico Martin Rees para describir la suposición (supuestamente errónea) de que lo que consideramos materia normal (átomos, cuarks, electrones, etc. (excluyendo la materia oscura u otra materia)) es la base de la materia en el universo, en lugar de un fenómeno raro.

## Dominio de la materia oscura
Con el creciente reconocimiento a fines del siglo XX de la presencia de materia oscura en el universo, la materia bariónica ordinaria ha llegado a ser vista como algo así como una idea cósmica tardía. Como dijo John D. Barrow, "Este sería el último giro copernicano en nuestro estatus en el universo material. No solo no estamos en el centro del universo: ni siquiera estamos hechos de la forma predominante de materia".
En el siglo XXI, la proporción de materia bariónica en la energía total del universo se redujo aún más, quizás hasta el 1%, extendiendo aún más lo que se ha llamado la desaparición del chovinismo de partículas, antes de ser revisado al alza. alrededor del 5% del contenido del universo.